# 에블린 베레진
에블린 베레진(Evelyn Berezin, 1925년 4월 12일~2018년 12월 8일)은 컴퓨터로 구동되는 최초의 워드 프로세서를 설계한 미국의 컴퓨터 공학자로, 항공 예약을 위한 컴퓨터 제어 시스템을 개발하기도 하였다.

## 어린 시절과 교육
에블린 베레진은 1925년 동 브롱크스에서 러시아 제국에서 온 유대인 이민자 사이에서 태어나서 크리스토퍼 콜럼버스 고등학교를 다녔다. 1941년 1월 헌터 칼리지를 16세의 나이에 입학하였는데, 그녀가 좋아하던 물리학 대신 당시에 여대생들이 선호하던 경제학을 공부했다. 제2차 세계 대전이 시작된 후에는 새로운 기회로, 뉴욕 대학교에서 장학금을 받으면서 물리학을 공부하였고, 전쟁 기간 동안에는 헌터 칼리지와 브룩클린 폴리테크에서 무료로 물리학 공부를 할 수 있었다. 이와 동시에 주간에는 국제 인쇄회사(International Printing Company, IPI) 연구부, 유변학과에서 풀타임 조수로 일했다. 야간에는 대학에 가서 1946년 물리학 학사 학위를 받았다.

## 경력 및 기여
베레진은 뉴욕 대학교에서 대학원 과정을 시작했는데 미국 원자력 위원회 장학금을 받았다. 1951년에 그녀는 전자 컴퓨터 회사(Electronic Computer Corporation)에 취직하여 논리 설계 부서장으로 일하기 시작했다. 베레진은 ECC에서 개발 중인 컴퓨터의 논리 설계를 담당한 유일한 사람이었다. 1957년 ECC는 종전의 언더우드 타자기 회사에서 회사명이 바뀐 언더우드 회사로 매각되었다. 여기에서 그녀는 구조가 매우 일반적이지만 특정 응용 프로그램에서는 개별적인 다수의 컴퓨터를 설계했다. 그 중에는 미 육군의 사거리 계산 시스템, 탄창 분배 제어 시스템, 현재 최초의 사무용 컴퓨터로 볼 수 있는 시스템이 있다.
언더우드 타자기 회사는 1957년 이후로 개발을 계속할 수 없게 되어, 베레진은 이전에 웨스턴 유니온사의 한 사업부였던 텔레레지스터(Teleregister)라는 회사로 이직했다.
진공관 컴퓨터와 전자 기계식 스위칭을 사용하여 텔레레지스터사에서는 최초의 항공 예약 시스템 중 하나인 "Reserviser"를 구축했다. 새로 사용할 수 있게 된 트랜지스터 기술을 사용하여 베레진은 1초의 응답 시간을 제공하는 통신 시스템에서 60개 도시를 제어하는, 당시 가장 큰 컴퓨터 시스템 중 하나인 유나이티드 항공의 컴퓨터 예약 시스템을 개발했다. 텔레레지스터사에서 근무하는 동안에는 최초의 컴퓨터 은행업무 시스템도 개발했다.
1960년에 베레진은 뉴욕증권거래소로부터 전직 제안을 받았는데, 그 직업에 대한 자격이 있는 몇 안 되는 사람 중 한 명임에도 불구하고 그녀가 여성이라는 이유만으로 이 제안은 철회되었다.
1968년에 비서의 작업을 단순화하기 위한 워드 프로세서에 대한 아이디어를 얻어, 1969년에 레닥트론 회사(Redactron Corporation)을 설립했다.  이 회사의 주력 제품은 "데이터 비서"라고 불렸는데 작은 냉장고 크기에 화면이 없었고 키보드와 프린터는 IBM 셀렉트릭 타자기였다.
1970년대에 시장이 계속해서 강세를 보였음에도 불구하고 경제는 심각한 인플레이션에 시달리게 되어, 장비를 임대하는 세계에서 운영하는 레닥트론사와 같은 회사가 견딜 수 없는 수준(16%)까지 금리가 인상되었다. 이 회사는 1976년에 버로우 회사에 매각되어 사무 기기 사업부에 통합되었는데 베레진은 1979년까지 이 회사에 재직하였다.
1980년에 베레진은 초기 단계의 첨단 기술 회사에 집중하는 벤처 캐피털 그룹의 종합 파트너인 그린하우스 경영회사(Greenhouse Management Company)의 사장으로 근무하였다.
그녀는 생애 동안에, 아델파이 대학교와 이스턴 미시건 대학교에서 명예 박사 학위를 받았고, CIGNA, 스탠다드 마이크로시스템, 코퍼스 및 데이터포인트의 이사회에서도 활동했다.
그녀는 스토니브룩 대학교 스토니 브룩 재단 이사, 브룩헤이븐 국립연구소 및 보이스 톰슨 연구소에서도 재직했다.
그녀는 베레진-윌레니츠(Berezin-Wilenitz) 출연기금을 설립하여 그녀의 유언장에 명시된 바와 같이 모든 과학 분야에서 스토니브룩의 의장, 교수직 또는 연구 자금을 지원하기 위해 그녀의 재산 가치를 제공하고 있다. 기부금 외에도 베레진과 그녀의 사망한 남편은 그녀의 부모를 기리기 위해, 과학, 공학 또는 수학 분야에서 수학 예정인 학부생을 위한 전액 장학금인 〈샘 앤드 로우즈 베레진 출연 장학금〉에 자금을 출연했다. 베레진 부부는 〈이스라엘 윌레니츠 재단〉도 설립했다. 여기에서는 남편이 석사 학위를 받은 스토니브룩 대학교 언어학과에 자금을 자율적으로 지원하고 있다.

## 사생활
베레진은 1922년에 런던에서 태어난 화학 엔지니어인 이스라엘 윌레니츠와 51년 동안 결혼 생활을 유지했다. 남편은 2003년 2월 20일에 사망했고, 베레진은 2018년 12월 8일 암 치료 중 93세의 나이로 사망했다.

## 수상
- 2006 롱아일랜드 기술 명예의 전당[6]
- 2006년 여성과 소녀를 위한 롱아일랜드 펀드의 역경을 이긴 여성 성취자 명예상(Women Achiever's Against the Odds Honoree)[14]
- 2011년 WITI( Women in Technology International ) 명예의 전당[6]
- 롱아일랜드 우수 리더십 상[6]
- 《비즈니스 위크》지에서 선정한 미국의 100대 비즈니스 여성[6]
- 아델파이 대학교 명예박사[14][5]
- 이스턴 미시건 대학교 명예 박사[14][5]
- 2015년, "컴퓨터 디자인 초기 작업과 평생 기업가 활동"으로 컴퓨터 역사 박물관 회원으로 선정[9]
- 2020년, 국립 발명가 명예의 전당에 헌액[16]

## 특허
- 정보 전달 장치[17][18]
- 전자 데이터 파일 프로세서[19][20]
- 정보 전달 시스템[21][22]
- 온라인 데이터 전송 장치[23][24]
- 전기 조립[25][26]
- 데이터 처리 시스템[27][28]
- 산술 장치[29][30]
- 동적 재순환 저장 레지스터가 있는 전자 계산기[31][32]
- 전자계산기용 기록감지 제어수단[33][34]